# Thelma Ritter
Thelma Ritter (født 14. februar 1902, død 5. februar 1969) var en amerikansk filmskuespillerinde. Hun var kendt fra gamle film som Skjulte øjne.